# Villa Constitución
Pour les articles homonymes, voir Constitución.
Villa Constitución est une ville de la province de Santa Fe, en Argentine. Elle est la seule ville du département de Constitución, dont elle est le chef-lieu. Fondée en 1858, elle fut déclarée "ville" en 1953. Sa population s'élevait à 44 174 habitants en 2001.

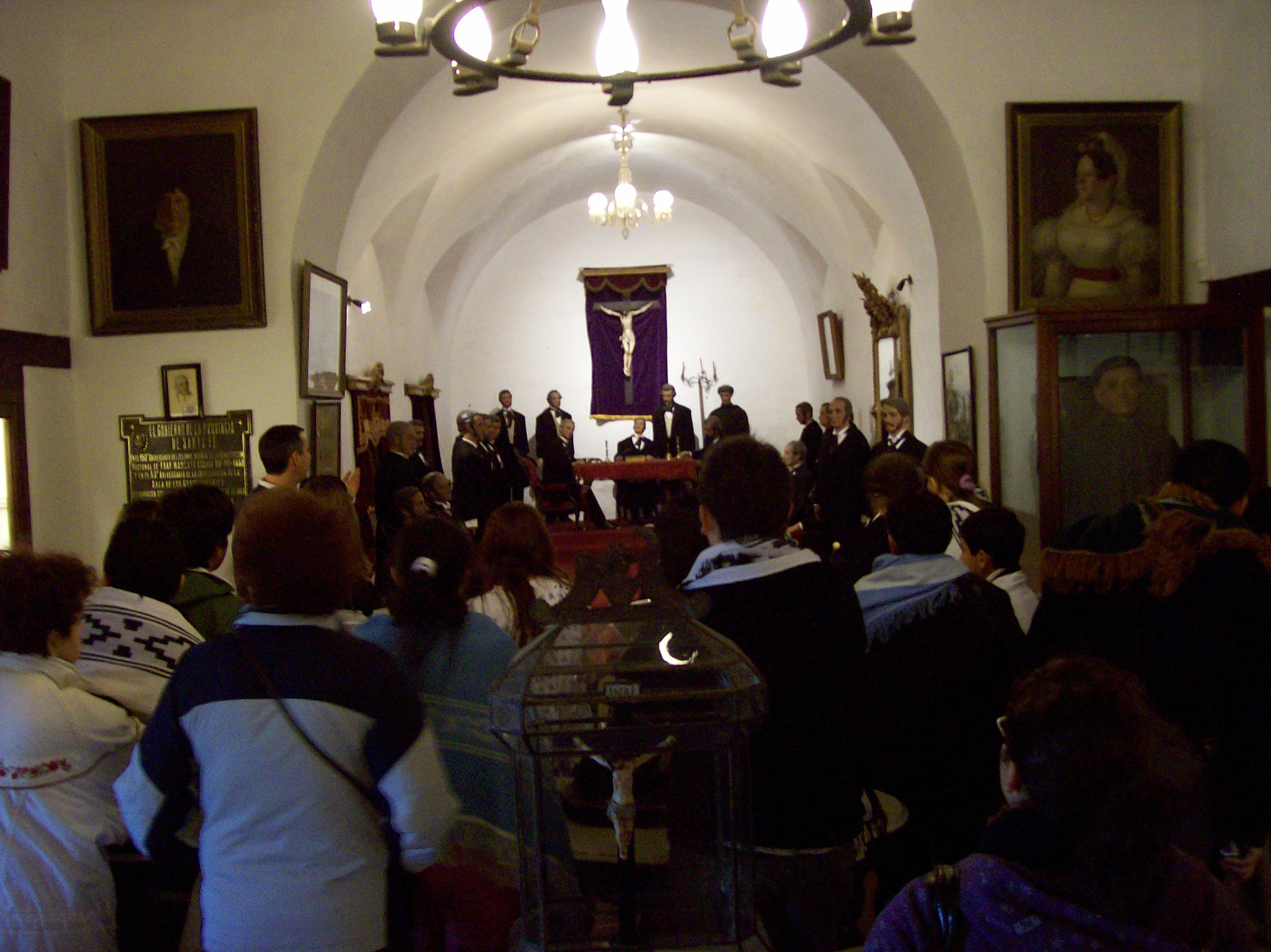
Vue de la Salle de la Constitution et reproduction de la cérémonie de promulgation de 1853.

## Géographie
Située à la limite avec la province de Buenos Aires à 22 mètres d'altitude.
Elle se trouve à 15 km de San Nicolás de los Arroyos, 214 km de la ville de Santa Fe, et à 235 km de la capitale fédérale, Buenos Aires.

## Voies d'accès
- Route provinciale 21 depuis San Nicolás de los Arroyos, au nord de la province de Buenos Aires.
- Depuis Rosario (au nord) par la route nationale 9 ou par l'autoroute Arambúru
- Port sur le Río Paraná

## Économie
Les principales activités de la ville et de sa région sont :
- Les industries sidérurgiques et métallurgiques.
- L'agriculture et les industries agricoles.
- La ville possède un port en eau profonde

Le port a un tirant d'eau maximal de 8,80 mètres. Il est situé au kilomètre 365 depuis la capitale.